# Espera
Espera es un municipio y localidad española de la provincia de Cádiz, en Andalucía. Cuenta con una población de 3777 habitantes (INE 2024).

## Ubicación
Se encuentra situado a una altitud de 164 metros sobre el nivel del mar y a 82 kilómetros de la capital de la provincia, Cádiz. El municipio, perteneciente a la provincia de Cádiz, limita al norte con la de Sevilla.

## Historia

### Prehistoria y Antigüedad
En el término municipal de Espera se han hallado diversos restos arqueológicos, como pueden ser varias colecciones de útiles de piedras talladas pertenecientes al Paleolítico. Numerosos han sido también los hallazgos pertenecientes a las culturas turdetanas, íberas y cartaginesas; pero es en la época de la conquista romana cuando aparecen las dos ciudades de Carissa Aurelia y Esperilla, ambas localizadas en los alrededores de la actual villa.

### Edad Media
Tras los romanos llegaron los visigodos, que levantaron una fortaleza sobre los restos de una fortificación romana, donde hoy se alza el castillo. La conquista musulmana significó la destrucción total de Carissa y el establecimiento de los nuevos habitantes alrededor de un nuevo recinto de defensa, que sigue tomando como base el castillo de Fatetar, mandado a construir por Abderramán III. Con Fernando III pasa a manos cristianas y sirve como fortaleza fronteriza hasta la caída del Reino de Granada. Cuando este cayó la función militar del castillo desaparece y es entonces cuando los espereños comienzan a construir sus casas en los lugares más llanos, a lo largo de las laderas, existiendo dos villas: "La Villa Vieja" arriba, dentro de los muros del castillo y "La Nueva" en el actual emplazamiento del pueblo.
Desde el siglo XIII la ermita de Santiago, dentro del castillo, sirvió de iglesia, hasta que en 1614 se terminó Santa María de Gracia, actual parroquia.

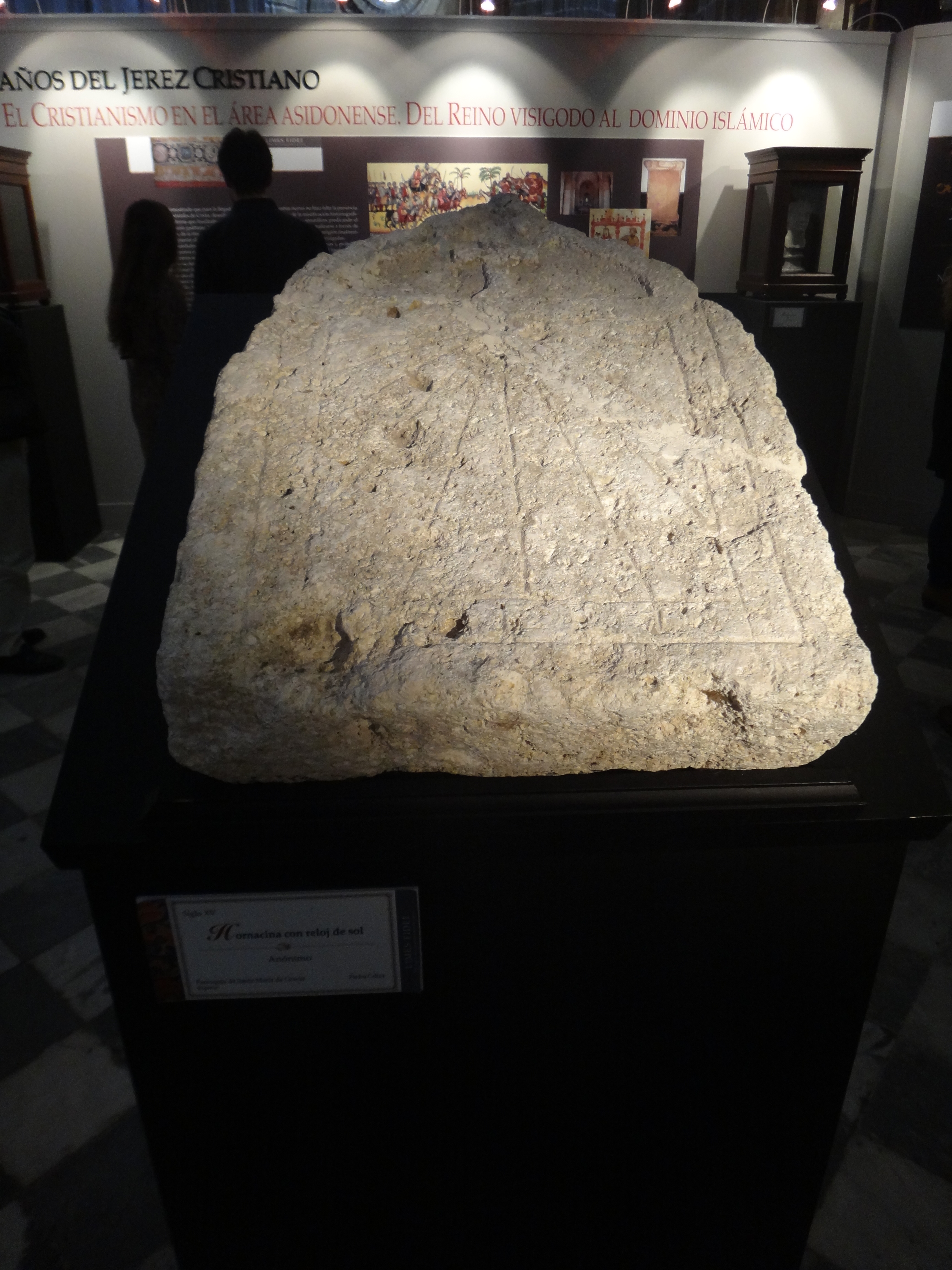
Restos hallados en Santa María de Gracia

En 1299 Fernando IV concede el castillo y la villa a Juan Arias de Quadro, en 1375 pasa a los Portocarrero y en 1394 se incorpora al Señorío de los Ribera cuando Per Afán de Ribera compra la villa y las tierras que la rodean en 24 000 maravedíes. Durante esta época los espereños participan en numerosas campañas contra los musulmanes.

### Edad Moderna
En el siglo XVI, una vez pacificada la zona, los habitantes de Espera emprenderán una serie de pleitos y demandas para hacer valer sus derechos frente a sus señores. A mediados del siglo siguiente el señorío de Espera pasa a la casa de Medinaceli. El siglo XVIII es una centuria azotada por las calamidades; se registran tres terremotos en 1636, 1639 y 1679, así como una epidemia de peste en 1680.

### Edad Contemporánea

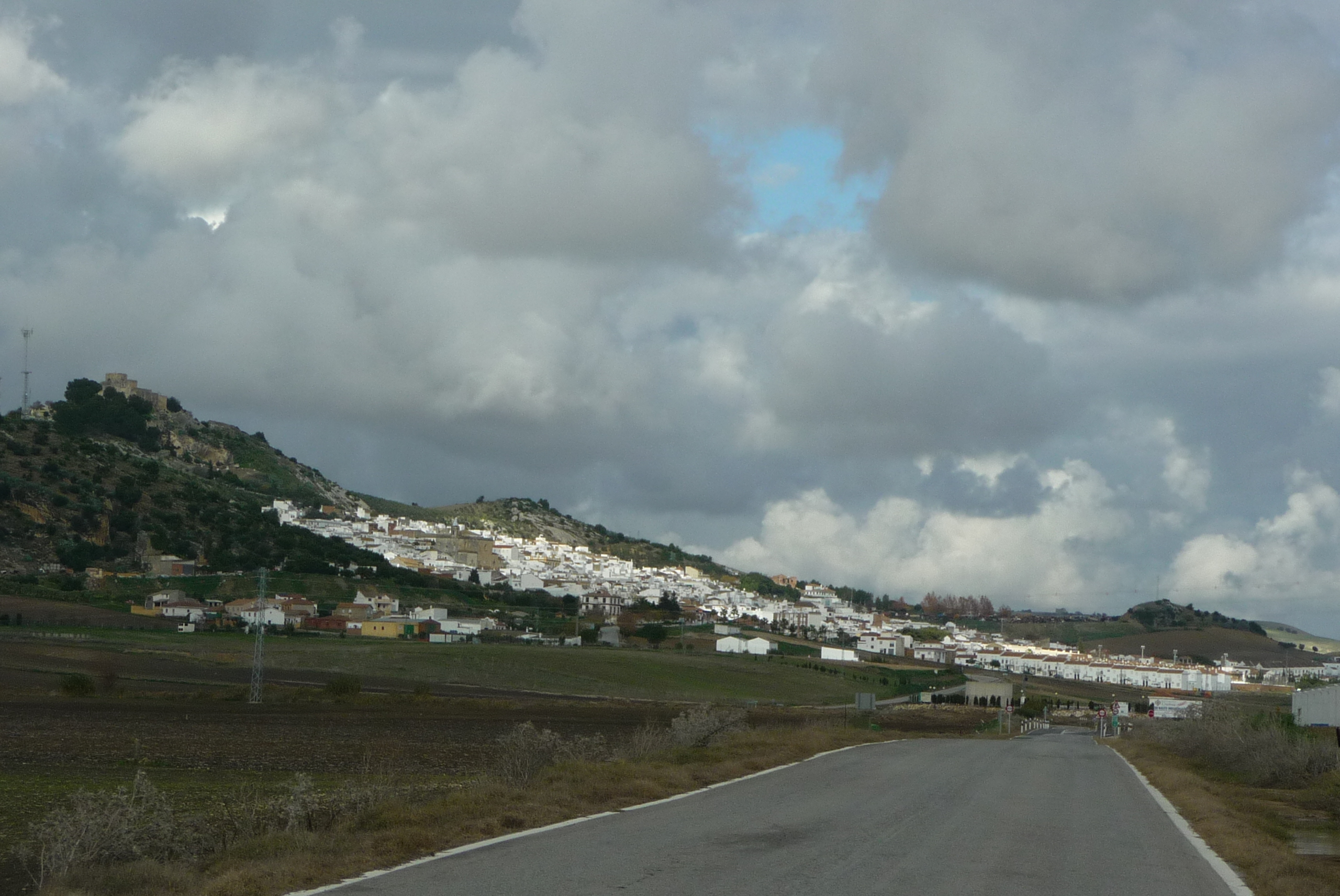
Vista desde la carretera de Arcos

Espera entra en la Edad Contemporánea marcada por varios de los acontecimientos que protagonizan el siglo XIX; sufren los dramáticos efectos de la fiebre amarilla que sacude Andalucía; 1810 Espera es ocupada por los franceses, quienes acondicionan el castillo por su situación estratégica. En 1820 pasa Riego por sus calles, camino de Arcos de la Frontera, cuando el levantamiento de Las Cabezas de San Juan, dejando aquí diversos elementos del Batallón de Asturias. En sus calles surgió el famoso dicho de "esto va a acabar como el Rosario de la Aurora".
La llegada del siglo XX significa el comienzo de la emigración para muchos espereños que deciden marchar de su pueblo en busca de unas mejores condiciones económicas. En la actualidad Espera vive dedicada al cultivo de la tierra (cereales, remolacha y girasol) y a las labores de hormigonados y pulidos. Últimamente el turismo rural constituye una incipiente alternativa para el desarrollo de la economía local, aunque el paro se ha ensañado de modo considerable con la población.
La historia del Rey Esperó conmocionó al pueblo de Espera.

## Demografía
Espera cuenta con una población de 3777 habitantes (INE 2024).
| Gráfica de evolución demográfica de Espera entre 1842 y 2021                                                        |
| |
| Población de derecho según los censos de población del INE Población de hecho según los censos de población del INE |

## Economía

### Evolución de la deuda viva municipal
| Gráfica de evolución de Deuda viva del Ayuntamiento de Espera entre 2008 y 2019                                |
| |
| Deuda viva del Ayuntamiento de Espera en miles de Euros según datos del Ministerio de Hacienda y Ad. Públicas. |

## Lugares de interés
- Carissa Aurelia.
- Esperilla.

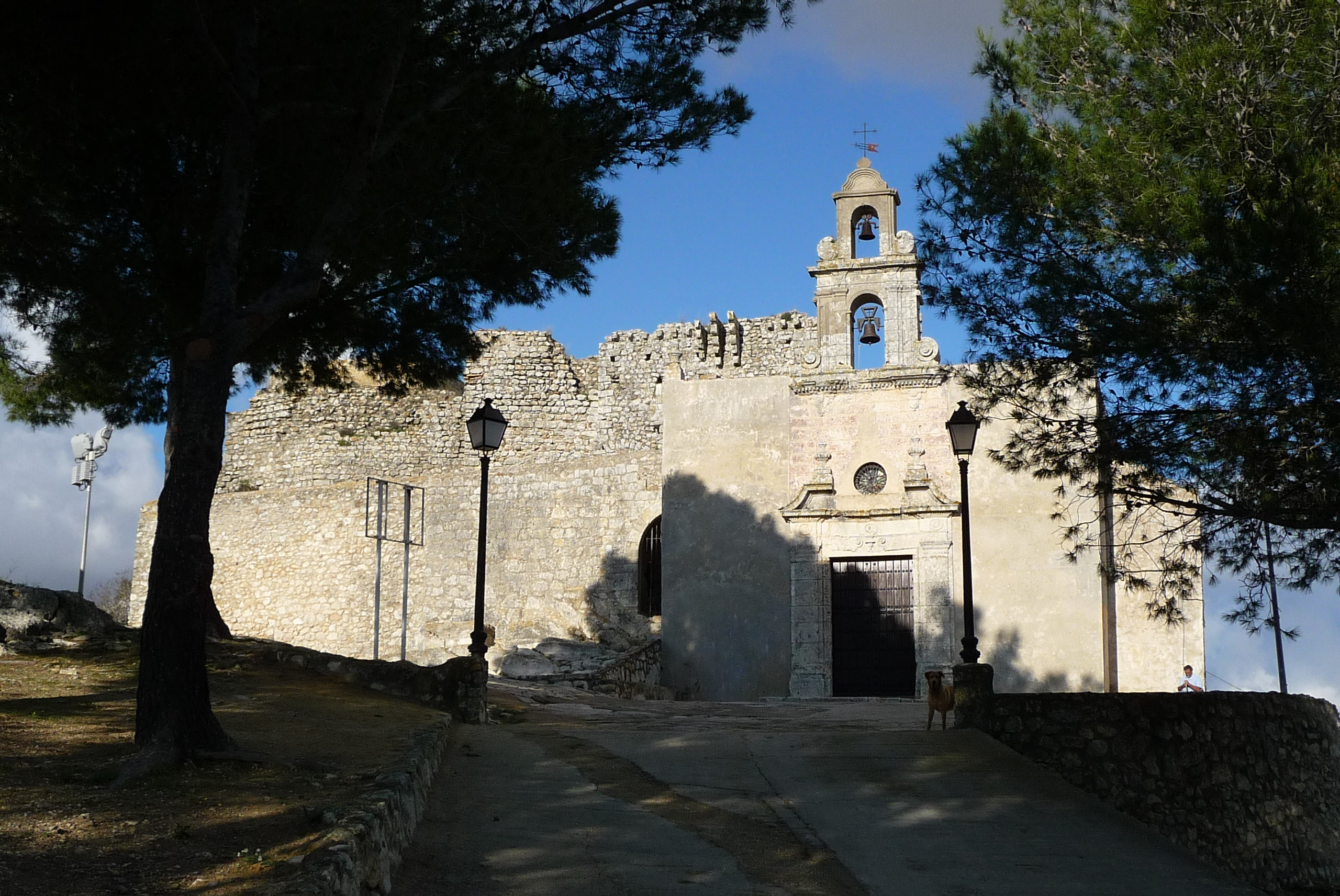
Castillo de Espera

- Castillo de Fatetar (siglos XIII-XV).
- Casa de la Cilla (siglo XVII).
- Iglesia de Santa María de Gracia (siglo XVII). Allí está el Cristo de la Antigua, patrón del municipio.[5]
- Ermita de Santiago, o de la Misericordia (siglo XVI).
- Complejo endorreico La Zorrilla.
- Museo Arqueológico de Espera, MAE

https://es.m.wikipedia.org/wiki/Museo_Arqueol%C3%B3gico_de_Espera

## Gastronomía
Entre los platos de la zona puede citarse el guiso de tagarninas. También se pueden degustar los dulces típicos del pueblo de Espera, tortillitas, rosquetes y el roscón de reyes para Navidad. Otros productos son los molletes, el aceite, los pucheros con avíos y los picos.

## Fiestas
- Semana Santa.

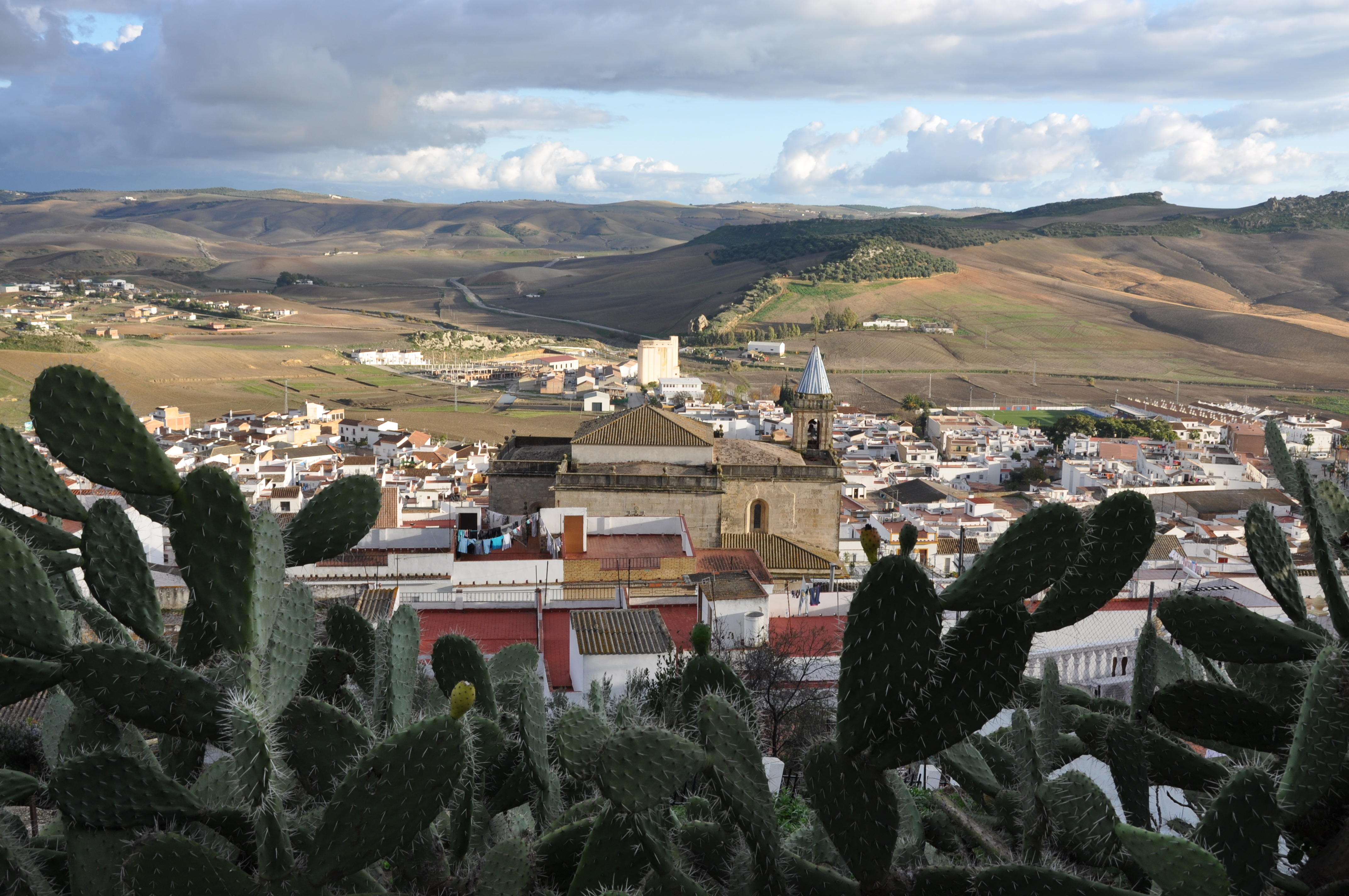
Vista del pueblo descendiendo del castillo

- Fiestas patronales, los dos primeros domingos de septiembre.
- Feria de la Cruz de Mayo (del 29 de abril al 1 de mayo)
- Romería al paraje Las Viñas (2.º domingo de mayo)
- Día del Corpus Christi
- Noches en blanco[7]

## Espereños ilustres
- Manuel Garrido Luceño, bailarín profesional